# بطولة أوروبا تحت 17 سنة لكرة القدم 2012
بطولة أوروبا تحت 17 سنة لكرة القدم 2012 سوف تكون النسخة الحادية عشر من بطولة أوروبا تحت 17 سنة لكرة القدم التي ينظمها اليويفا. سلوفينيا سوف تنظم النهائيات من 4 إلى 16 مايو. الاعبون المولودون بعد 1 يناير 1995 هم مؤهلون للمشاركة في هذه البطولة.

## الملاعب
ستعقد المسابقة في دومزالي، ليندافا، ليوبليانا وماريبور. الملاعب التي أختيرت لاستضافة المباريات هي:
- ملعب ستوزيتسي (السعة 16،038 مقعد)
- حديقة الشعب (12،994)
- ملعب دومزال (2،813)
- حديقة ليندافا للرياضة (2،020)

## التصفيات
ستسبق المسابقة النهائية لبطولة أوروبا تحت 17 سنة لكرة القدم 2012 مرحلتين من التصفيات: دور التصفيات ودور النخبة. وخلال هذه الأدوار، سوف يتنافس 52 منتخب وطني لتحديد الفرق السبعة المتأهلة.

## المشاركون
- بلجيكا
- فرنسا
- جورجيا
- ألمانيا
- آيسلندا
- هولندا
- بولندا
- سلوفينيا(المضيف)

## الحكام
عيين 6 حكام و8 حكام مساعدين وحكمين رابعين للبطولة النهائية.
| الحكام - Emir Alečković - ماريوس أفرام - Mattias Gestranius - إيفان كروزلياك - هارالد ليخنر - Alan Mario Sant | حكم مساعد - Milutin Djukič - مارك غافين - Serkan Gençerler - Haralds Gudermanis - Mubariz Hashimov - Borut Križarić - Leif Opland - Jean-Yves Wicht | حكم رابع - Mitja Žganec - Dejan Balažič |

## دور المجموعات
جميع المواعيد ب(توقيت وسط أوروبا الصيفي).

### المجموعة أ
| فريق    | نقاط | فرق | عليه | له | خ | ت | ف  | لعب |
| ------- | ---- | --- | ---- | -- | - | - | -- | --- |
| ألمانيا | 3    | 3   | 0    | 0  | 5 | 0 | +5 | 9   |
| جورجيا  | 3    | 1   | 1    | 1  | 2 | 2 | 0  | 4   |
| فرنسا   | 3    | 0   | 2    | 1  | 3 | 6 | −3 | 2   |
| آيسلندا | 3    | 0   | 1    | 2  | 2 | 4 | −2 | 1   |

| جورجيا | 0–1    | ألمانيا       |
| ------ | ------ | ------------- |
|        | Report | ماكس ماير 59' |

| فرنسا                           | 2–2    | آيسلندا                              |
| ------------------------------- | ------ | ------------------------------------ |
| Chemlal 7' · أنتوني مارسيال 56' | Report | Birgisson 66' · هيورتر هيرمانسون 77' |

| فرنسا           | 1–1    | جورجيا                    |
| --------------- | ------ | ------------------------- |
| توماس ليمار 67' | Report | Chechelasvili 30' (ركلة.) |

| آيسلندا | 0–1    | ألمانيا           |
| ------- | ------ | ----------------- |
|         | Report | مارك ستيندريا 20' |

| ألمانيا                                      | 3–0    | فرنسا |
| -------------------------------------------- | ------ | ----- |
| ماكس ماير 54'، 56' · ماكسيميليان ديتتجين 62' | Report |       |

| آيسلندا | 0–1    | جورجيا          |
| ------- | ------ | --------------- |
|         | Report | Dartsimelia 74' |

### المجموعة ب
| فريق     | نقاط | فرق | عليه | له | خ | ت | ف  | لعب |
| -------- | ---- | --- | ---- | -- | - | - | -- | --- |
| هولندا   | 3    | 1   | 2    | 0  | 3 | 1 | +2 | 5   |
| بولندا   | 3    | 1   | 2    | 0  | 2 | 1 | +1 | 5   |
| بلجيكا   | 3    | 1   | 1    | 1  | 3 | 2 | +1 | 4   |
| سلوفينيا | 3    | 0   | 1    | 2  | 3 | 7 | −4 | 1   |

| بولندا                | 1–0    | بلجيكا |
| --------------------- | ------ | ------ |
| ماريوش ستيمبينسكي 65' | Report |        |

| سلوفينيا         | 1–3    | هولندا                                          |
| ---------------- | ------ | ----------------------------------------------- |
| لوكا زهوفيتش 74' | Report | راي فلويت 13' · جيروان لومو 35' · ناثان أكي 61' |

| هولندا | 0–0    | بلجيكا |
| ------ | ------ | ------ |
|        | Report |        |

| سلوفينيا    | 1–1    | بولندا      |
| ----------- | ------ | ----------- |
| Šauperl 26' | Report | Rabiega 10' |

| هولندا | 0–0    | بولندا |
| ------ | ------ | ------ |
|        | Report |        |

| بلجيكا                                                 | 3–1    | سلوفينيا              |
| ------------------------------------------------------ | ------ | --------------------- |
| سيبي سشريجفيرس 2' · بيتير جيركينس 53' · تور ديريكس 80' | Report | بيتار ستويانوفيتش 13' |

## خروج المغلوب
|  | نصف النهائي             | نصف النهائي |       |  | النهائي                 | النهائي |  |
|  |                         |             |       |  |                         |         |  |
|  | 13 مايو – ملعب ستوزيتسه |             |       |  |                         |         |  |
|  | ألمانيا                 | 1           |       |  |                         |         |  |
|  | بولندا                  | 0           |       |  |                         |         |  |
|  |                         |             |       |  |                         |         |  |
|  |                         |             |       |  | 16 مايو – ملعب ستوزيتسه |         |  |
|  |                         |             |       |  | ألمانيا                 | 1 (4)   |  |
|  |                         | هولندا      | 1 (5) |  |                         |         |  |
|  |                         |             |       |  |                         |         |  |
|  |                         |             |       |  |                         |         |  |
|  |                         |             |       |  |                         |         |  |
|  | 13 مايو – ملعب ستوزيتسه |             |       |  |                         |         |  |
|  | هولندا                  | 2           |       |  |                         |         |  |
|  | جورجيا                  | 0           |       |  |                         |         |  |

جميع المواعيد ب (توقيت وسط أوروبا الصيفي)

### نصف النهائي
| ألمانيا           | 1–0    | بولندا |
| ----------------- | ------ | ------ |
| ليون غوريتسكا 34' | Report |        |

| هولندا                            | 2–0    | جورجيا |
| --------------------------------- | ------ | ------ |
| يوريت هندريكس 79' · توم هاي 80+2' | Report |        |

### النهائي
| ألمانيا                                                                     | 1–1    | هولندا                                                                   |
| --------------------------------------------------------------------------- | ------ | ------------------------------------------------------------------------ |
| ليون غوريتسكا 45'                                                           | Report | إيلتون أكولتاس 80+1'                                                     |
| ركلات الترجيح                                                               |        |                                                                          |
| ماريان سار · تيمو فيرنر · باسكال اتتير · مارك ستيندريا · مارك-اوليفييه كيمب | 4–5    | باسكال هوسير · ناثان أكي · إيلتون أكولتاس · يوريت هندريكس · توني فيلهينا |

## الهدافيين
3 أهداف
- ماكس ماير

2 هدف
- ليون غوريتسكا

1 هدف
- تور ديريكس
- بيتير جيركينس
- سيبي سشريجفيرس
- Mohamed Chemlal
- توماس ليمار
- أنتوني مارسيال
- Chiaber Chechelasvili
- Dato Dartsimelia
- ماكسيميليان ديتتجين
- مارك ستيندريا
- Gunnlaugur Birgisson
- هيورتر هيرمانسون
- إيلتون أكولتاس
- ناثان أكي
- توم هاي
- يوريت هندريكس
- جيروان لومو
- راي فلويت
- Vincent Rabiega
- ماريوش ستيمبينسكي
- Bian Paul Šauperl
- بيتار ستويانوفيتش
- لوكا زهوفيتش